# Mongolië

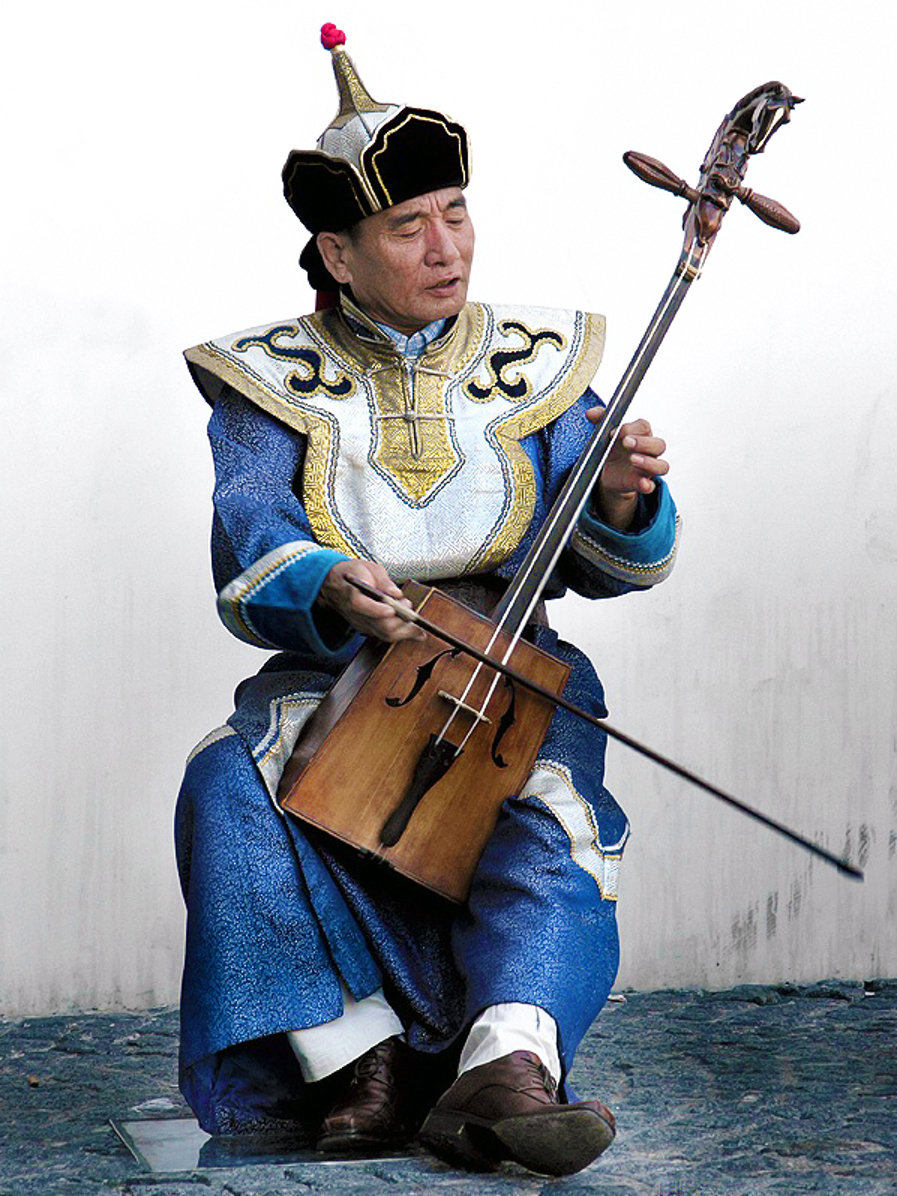
Een Mongoolse muzikant met een paardenhalsviool

Mongolië (Mongools: Монгол Улс/, Russisch: Монго́лия) is een land in Centraal- en Oost-Azië. Het land grenst in het noorden aan de autonome republieken Altaj, Toeva en Boerjatië, alle lid van de Russische Federatie. Verder grenst het in het noorden nog aan de kraj Transbaikal (Zabajkalski kraj) en in het zuiden grenst het land aan het autonome gewest Binnen-Mongolië, dat tot China behoort. Mongolië is sinds 1990 een democratie.
Het land ligt op de Mongoolse hoogvlakte en heeft een landklimaat met toendra's en steppegebieden in het noorden, bergachtig gebied (Altaj) in het midden, en woestijn (Gobi) in het zuiden. Ongeveer 42% van de, merendeels boeddhistische, bevolking woont in de hoofdstad Ulaanbaatar. De bevolking leeft overwegend nomadisch in traditionele vilten tenten, ger ook wel joert genoemd en voorziet in haar levensbehoeften door veeteelt. Schapen, paarden en kamelen worden in vrij lopende kuddes gehouden. In het noorden van het land is enige vorm van industrie in de vorm van houtverwerking en mijnbouw. Ruim 80% van de bevolking behoort tot de etnische groep van de Khalkha-Mongolen.

## Geografie

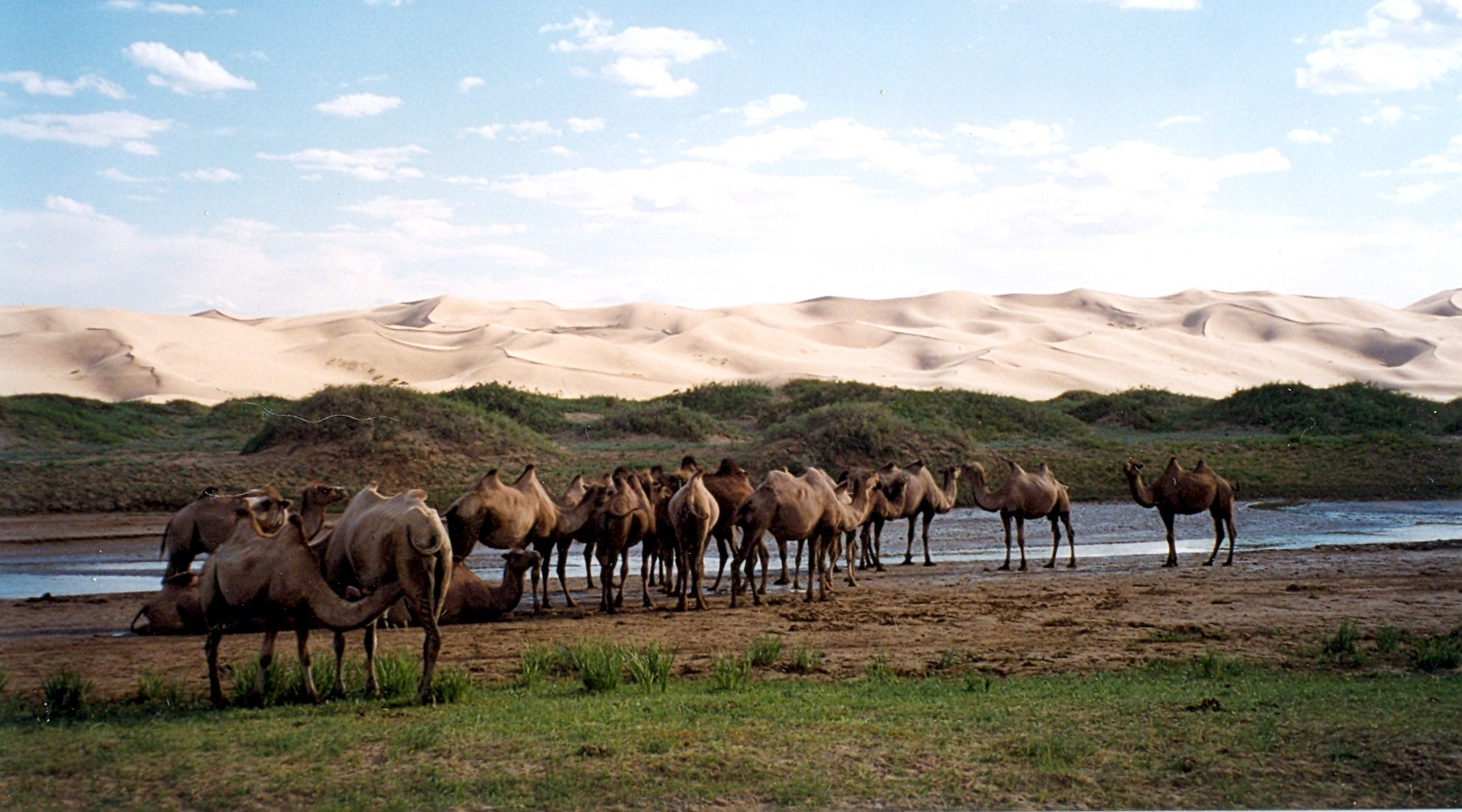
Kamelen in het nationaal park Gobi-Gurvansaikhan

Mongolië ligt in Centraal-Azië, tussen Siberië in het noorden en China in het zuiden en vormt onderdeel van de gelijknamige geografische regio (Groot-)Mongolië. De totale lengte van de landgrenzen bedraagt 8.114 km, waarvan 4.673 km met China en 3.441 km met Rusland. Omdat het ver van zee ligt, heeft het een extreem landklimaat. De winters kunnen lang en koud zijn, met veel sneeuw. De zomers zijn kort en heet.
Mongolië bestaat grotendeels uit hoogvlakte, waarvan de hoogte varieert van 1.000 tot 2.000 meter. Het noorden en westen is grotendeels bergachtig. De bergketen Altaj in het westen loopt door in Siberië. Hier zijn de hoogste bergen te vinden. Op het drielandenpunt van Mongolië, Rusland en China ligt de Tavan Bogd die met 4.374 m het hoogste punt van Mongolië vormt. Het zuidelijke deel bestaat uit de Gobi-woestijn, die doorloopt in China.
De rivieren in de noordelijke helft van het land monden uit in de Noordelijke IJszee en de Grote Oceaan. De rivieren in de zuidelijke helft vallen droog in de Gobi of monden uit in zoutmeren.
De grootste steden zijn, na de hoofdstad Ulaanbaatar, Erdenet, Darhan, Tsjojbalsan, Ölgi, Saynshand, Ulaangom, Hovd, Mörön en Uliastaj. Een overzicht van de steden met meer dan 9000 inwoners is te vinden op de lijst van steden in Mongolië

## Politiek

### Staatsinrichting
Tot 1990 was Mongolië een communistische eenpartijstaat en heette het land Volksrepubliek Mongolië. De regering was gemodelleerd volgens het Sovjetsysteem. De communistische Mongoolse Revolutionaire Volkspartij was de enige legale partij. Na een periode van instabiliteit gedurende de eerste twintig jaar onder communistische leiding bestond er tot december 1989 geen openlijke vorm van onvrede. Collectivisatie van de landbouw en de uitbreiding van vaste woongelegenheden ondervonden geen waarneembare oppositie. In 1990 werden democratische hervormingen doorgevoerd, inclusief een nieuwe grondwet.
Politieke partijen
- MRVP (Mongoolse Revolutionaire Volkspartij) (Mong. afk. MAKhN) (de voormalige communisten)
- MNDP (Mongoolse Nationale Democratische Partij)
- MSDP (Mongoolse Sociaaldemocratische Partij)
- DU (Democratische Unie - verkiezingsalliantie MSDP en MNDP)

Onder invloed van de perestrojka in de voormalige Sovjet-Unie kwam er ook in Mongolië een democratiseringsproces op gang, wat uiteindelijk via een "fluwelen revolutie" in mei 1990 leidde tot een amendement in de grondwet voor de acceptatie van een meerpartijenstelsel en het ontstaan van de post van president.
Mongoliës eerste meerpartijenverkiezingen voor de Grote Hural, het parlement, werden gehouden op 29 juli 1990. De communistische partij won 85% van de zetels. De Grote Hural kwam voor het eerst bijeen op 3 september 1990. Toen werden de president (MRVP), de vicepresident (SDP, sociaaldemocraten), de premier (MRVP) en 50 leden van de inmiddels opgeheven Baga Khural (kleine Khural) gekozen.
In november 1991 begonnen de discussies over een nieuwe grondwet die uiteindelijk van kracht werd op 12 februari 1992.
Op 22 mei 2005 won voormalig premier Nambaryn Enkhbayar van de Mongoolse Revolutionaire Volkspartij de presidentsverkiezingen. Op 29 juni 2008 won de Mongoolse Revolutionaire Volkspartij opnieuw de presidentsverkiezingen. De uitslag die bekend was gemaakt op 30 juni werd echter niet erkend door de oppositiepartij van Tsakhiagiin Elbegdorj, de Democratische Unie. Op 1 juli braken rellen uit in de hoofdstad Ulaanbaatar.

### Bestuurlijke indeling
Mongolië bestaat uit 21 provincies: de hoofdstad Ulaanbaatar vormt een gemeente die buiten de provinciale indeling valt.

## Economie

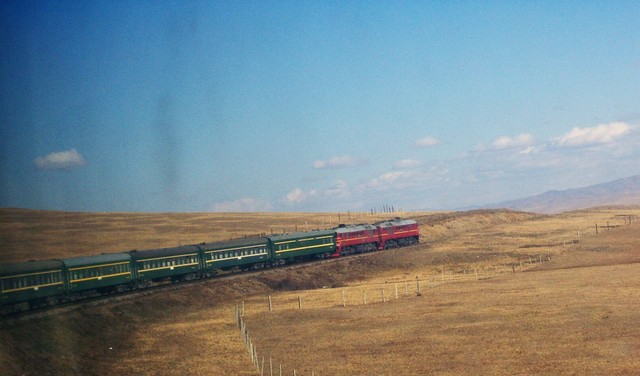
De Trans-Mongolische spoorlijn stopt in Ulaanbaatar en voert ook door de Gobi

De economie is vooral gebaseerd op landbouw, veeteelt en mijnbouw. Het grootste deel van de bevolking leeft van veeteelt. Van de beroepsbevolking werkt 42% in de landbouw en veeteelt, 29% in de dienstensector, 14% in de handel, 6% in de nijverheid, 4% in de mijnbouw en 5% bij de overheid.
De belangrijkste exportproducten zijn koper, textiel en kasjmierproducten. Er wordt vooral geëxporteerd naar China, de VS en Groot-Brittannië. De belangrijkste importproducten zijn petroleum, machines, gereedschappen en transportmiddelen. Hierbij zijn de belangrijkste handelspartners Rusland, China en Japan.
Het bruto nationaal product per inwoner bedraagt $1897 (2021). De economische groei bedroeg in 2021 1,6% en in 2022 4.8%. Volgens het Ontwikkelingsprogramma van de Verenigde Naties leeft in Mongolië 36,1% van de bevolking onder de armoedegrens. Bij de strenge winter van 2009-2010 met temperaturen tot −50 °C kwam veel vee om het leven, waarop mensen terug naar de hoofdstad trokken om er op vuilnisbelten te overleven.
Van een ontwikkeld wegennet is in Mongolië nauwelijks sprake en de luchthaven Dzjengis Khan bij de hoofdstad Ulaanbaatar is het enige internationale vliegveld van het land. De Trans-Siberische spoorlijn heeft een aftakking naar Peking, de Trans-Mongolische spoorlijn, die in Ulaanbaatar stopt. De reis vanaf Moskou duurt ongeveer zes dagen.

## Maatschappelijke ontwikkeling

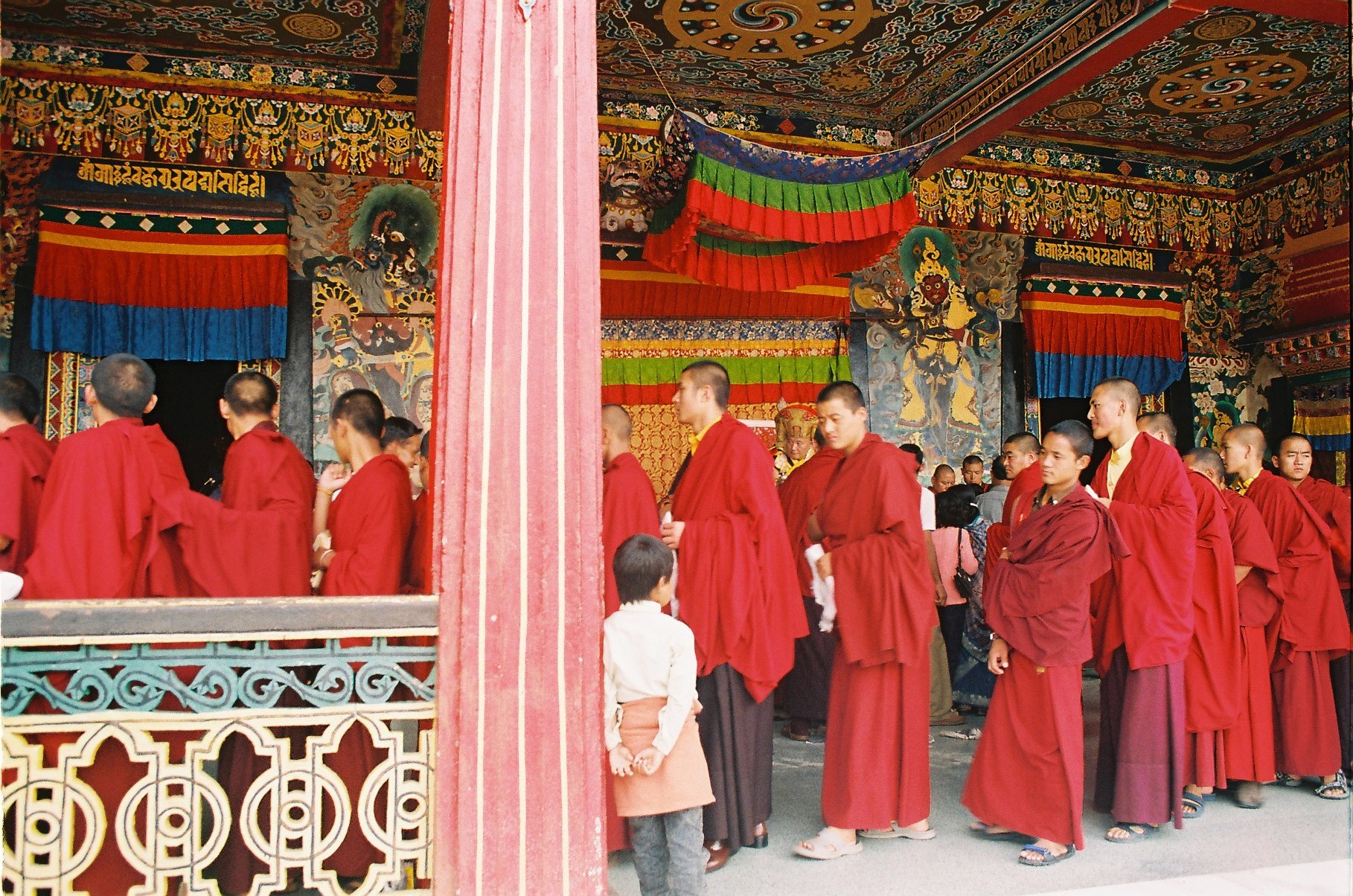
De beoefening van het Tibetaans Boeddhisme is sinds 1990 weer toegestaan

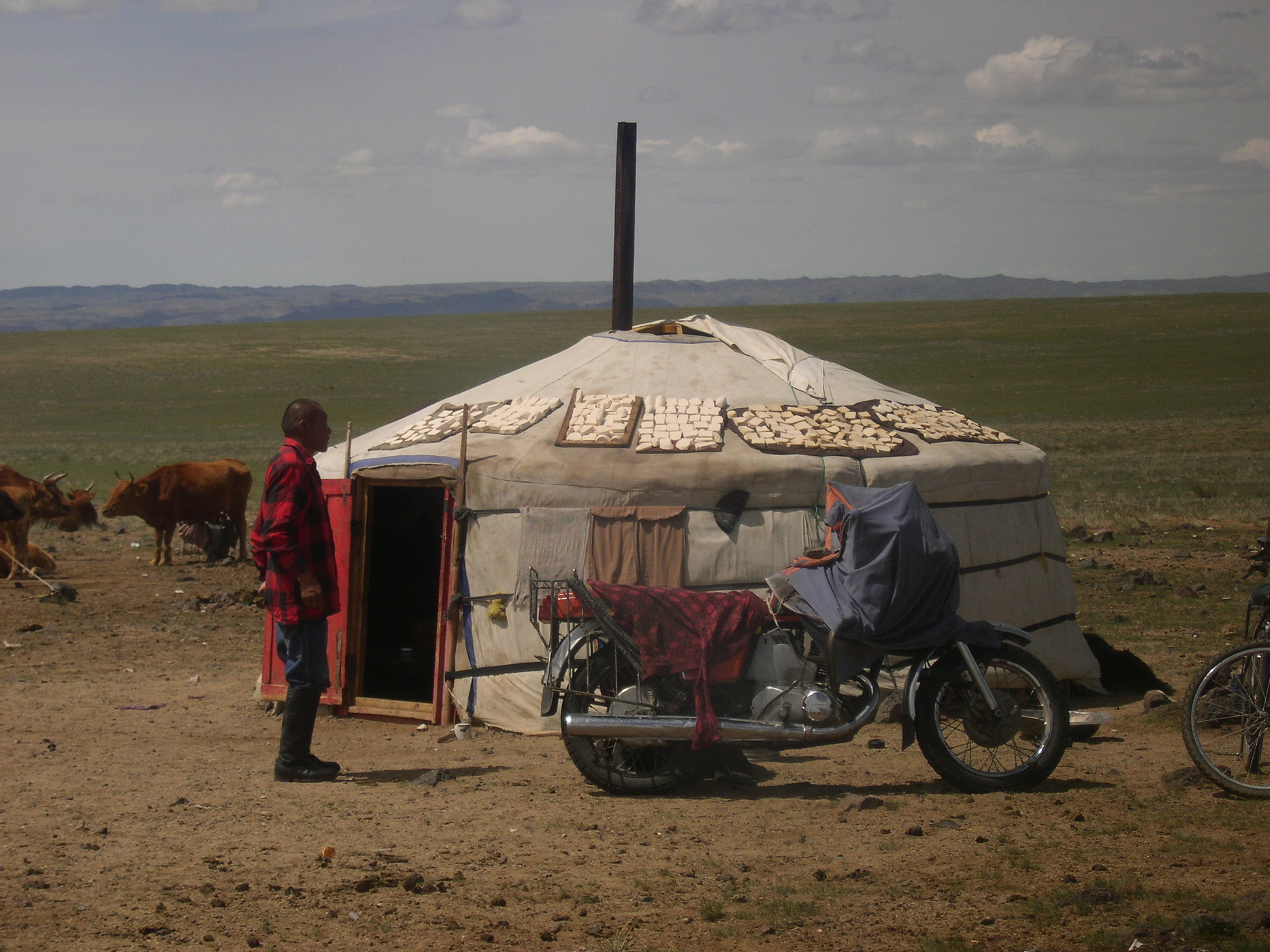
Een ger met een motorfiets en aruul (kwark), dat te drogen ligt op het dak

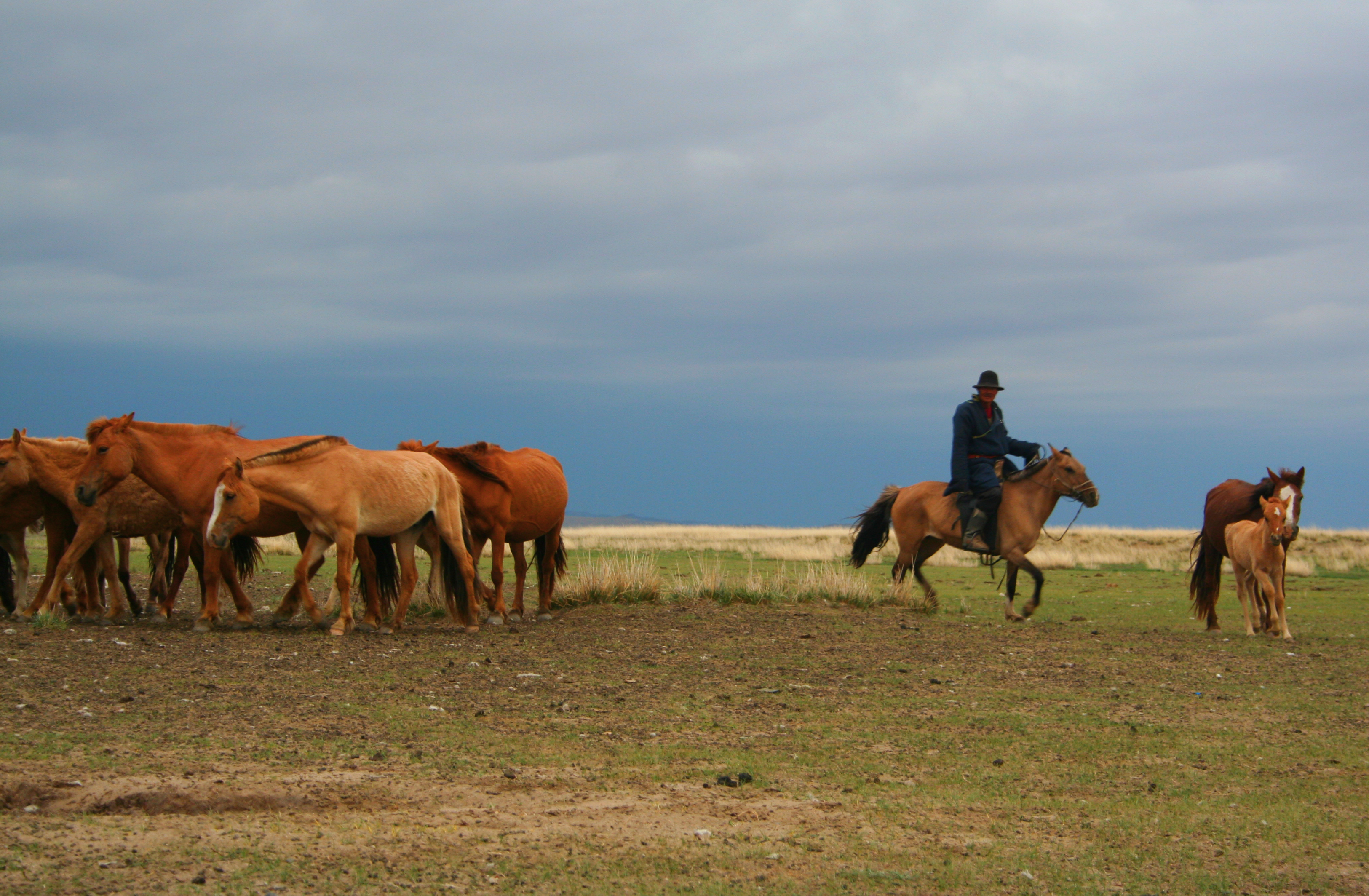
Veehouder met kudde Mongoolse paarden

Mongolië is traditioneel een land van nomadische veehouders. Tot 1920 beheersten landadel en boeddhistische kloostergemeenschappen het land. De landelijke bevolking hoedde de kuddes van de heersende klasse en had daarnaast nog wat vee voor eigen gebruik.
De levenswijze van de herders werd door de Russische Revolutie ingrijpend veranderd. Ook in Mongolië ontstond er een revolutionaire beweging. In 1924 werd de Mongoolse Volksrepubliek gesticht en kwam het land onder de invloed van de Sovjet-Unie. Dat heeft de ontwikkeling van de bevolking sterk bevorderd. Er kwamen scholen en voorzieningen voor primaire gezondheidszorg. Er kwamen mijnen om de delfstoffen te ontginnen.
Aan de andere kant werden de nomadische herders gedwongen om onderdeel te worden van grote collectieve landbouwbedrijven. De 'socialistische mens' moest vrij worden. Het boeddhisme in Mongolië werd op brute wijze bestreden; duizenden monniken werden vermoord en circa zevenhonderd kloosters werden vernield. Een van de maatregelen om het eeuwenoude clan-systeem te onderdrukken was dat de bijbehorende familienamen werden verboden.
Toen Mongolië nog tot de invloedssfeer van de Sovjet-Unie behoorde, waren industrie en mijnbouw belangrijke economische sectoren. Na de instorting van de Sovjet-Unie eind jaren 80 stopte de economische steun vanuit dat land. Het gevolg was dat industriële- en mijnbouwbedrijven gesloten werden. Werkeloze arbeiders keerden terug tot de nomadische bestaanswijze en het houden van vee. In de jaren 90 verdubbelde het aantal veehouders. In 1998 was ongeveer een derde van de Mongolen veehouder. Daarmee werd Mongolië het enige land ter wereld dat in de recente geschiedenis een sterke afname van de industriële sector en sterke groei van de agrarische sector kende. Er ontstonden in het zuiden van het land grote kuddes geiten. De kasjmierwol die deze leveren kan goed verkocht en geëxporteerd worden. Geiten trekken echter tijdens het grazen de planten er met wortel en al uit. De sterke groei van de kuddes leidde tot overbegrazing van grote gebieden met ernstige woestijnvorming als gevolg. Doordat deze nieuwe veehouders als herder onervaren waren, waren ze niet voorbereid op lange en zeer strenge winters, die rond de laatste eeuwwisseling drie keer achter elkaar optraden. Een groot deel van de nieuw opgebouwde veestapel stierf in deze periode.
Mongolië is sinds 1991 omgevormd tot een democratie naar westers model en kent een vrijemarkteconomie. Het land heeft op geweldloze wijze onafhankelijkheid van Rusland bereikt en ook weten te voorkomen dat het binnen de invloedssfeer van China terechtkwam. De hoofdstad Ulaanbaatar is snel gegroeid en biedt vele culturele mogelijkheden. De uitvoer van kasjmierwol is sterk gestegen en de welvaart is gegroeid.
De meeste Mongolen leven nog steeds in een ger, in andere delen van Azië joert genoemd. Deze nomadententen zien er nog exact hetzelfde uit als honderden jaren geleden maar er staan tegenwoordig wel vaak schotelantennes en motorfietsen naast.

## Cultuur

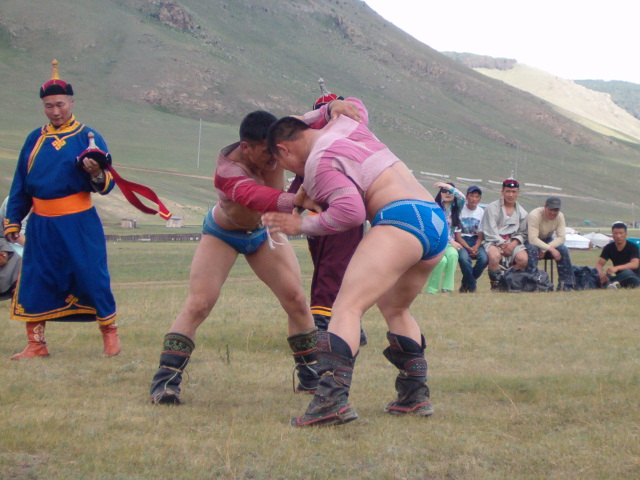
Worstelen behoort tot de nationale volkssporten

Sinds 1991 is het beoefenen van religie, zoals Tibetaans boeddhisme en traditioneel sjamanisme weer toegestaan en werden er weer enkele kloosters ingericht. De verering voor de dalai lama is bijzonder groot onder de bevolking, hetgeen blijkt uit het veelvuldig voorkomen van zijn portret als onderdeel van de inrichting van de joerten.
Tot de traditionele cultuur van Mongolië behoort het bereiden van een licht alcoholische drank uit de paardenmelk van het Mongoolse paard. Deze mousserende drank met anderhalf tot twee procent alcohol wordt kumys genoemd (de gedestilleerde variant ervan heet airag) en wordt 's zomers tijdens de Naadam door de mannen in grote hoeveelheden gedronken.
De van het Oeigoers afstammende schrijfwijze van de Mongoolse taal is verticaal; ze wordt van boven naar beneden geschreven.
Een bijzonderheid in de zangkunst is de boventoonzang (khuumi). Deze wordt vaak begeleid door een muzikant die de paardenhalsviool bespeelt.